# ブル砦の戦い
ブル砦の戦い（ブルとりでのたたかい、英 Battle of fort Bull、仏 fr:Bataille de Fort Bull）は、1756年3月27日、フレンチ・インディアン戦争の初期に、フランスがイギリスに対して仕掛けた攻撃である。
フランス軍大尉のガスパール＝ジョゼフ・ショースグロ・ド・レリが、海兵隊、民兵、インディアン同盟兵の混成軍を率いて、オナイダ・キャリー（現在のニューヨーク州ローム）のブル砦を攻撃し、中にいたイギリス兵を皆殺しにした。フランス軍はこの砦に火をつけて退却した。

## 概要

### 補給路の破壊
1755年に、イギリス軍は北アメリカで積極に軍事行動を展開したが、実を結ばず、この年から翌1756年の冬にかけて、モホーク川からオンタリオ湖に沿って建てられた、砦のうちのいくつかで越冬に入っていた。一番人数が多いのがオスウィーゴ砦で、一連のイギリスの砦の一番端にあり、物資は他の砦からの補給に頼っていた。物資補給に関しては、オナイダ・キャリーの両端にある2つの砦が、大きな役割を負っていた。この2つのうち、モホーク川に面したウィリアムズ砦は、もう一方のブル砦よりも大きかった。ブル砦は、ウィリアムズ砦の数マイル（約3-5キロ）北で、ウッドクリークに面しており、複数の倉庫に矢来を巡らせた程度の規模だった。ここには、ウィリアム・ブルの指揮下にあるシャーリー連隊の兵が少人数駐屯しており、火薬や弾薬を始め、翌年の軍事活動に向けての、軍用品がかなり蓄えられていた。
フランスは、今の勢いを維持することが必要であることをさとり、レリの400人にも及ぶ軍を、この、オスウィーゴ砦の補給線の要である、比較的守りの手薄な2つの砦に派遣した。レリはまずブル砦に進軍することにした。ウィリアム砦の駐屯兵150人に対して、ブル砦は60人だったからである。イギリス軍は哨兵すらも置いていなかった。

### 戦闘

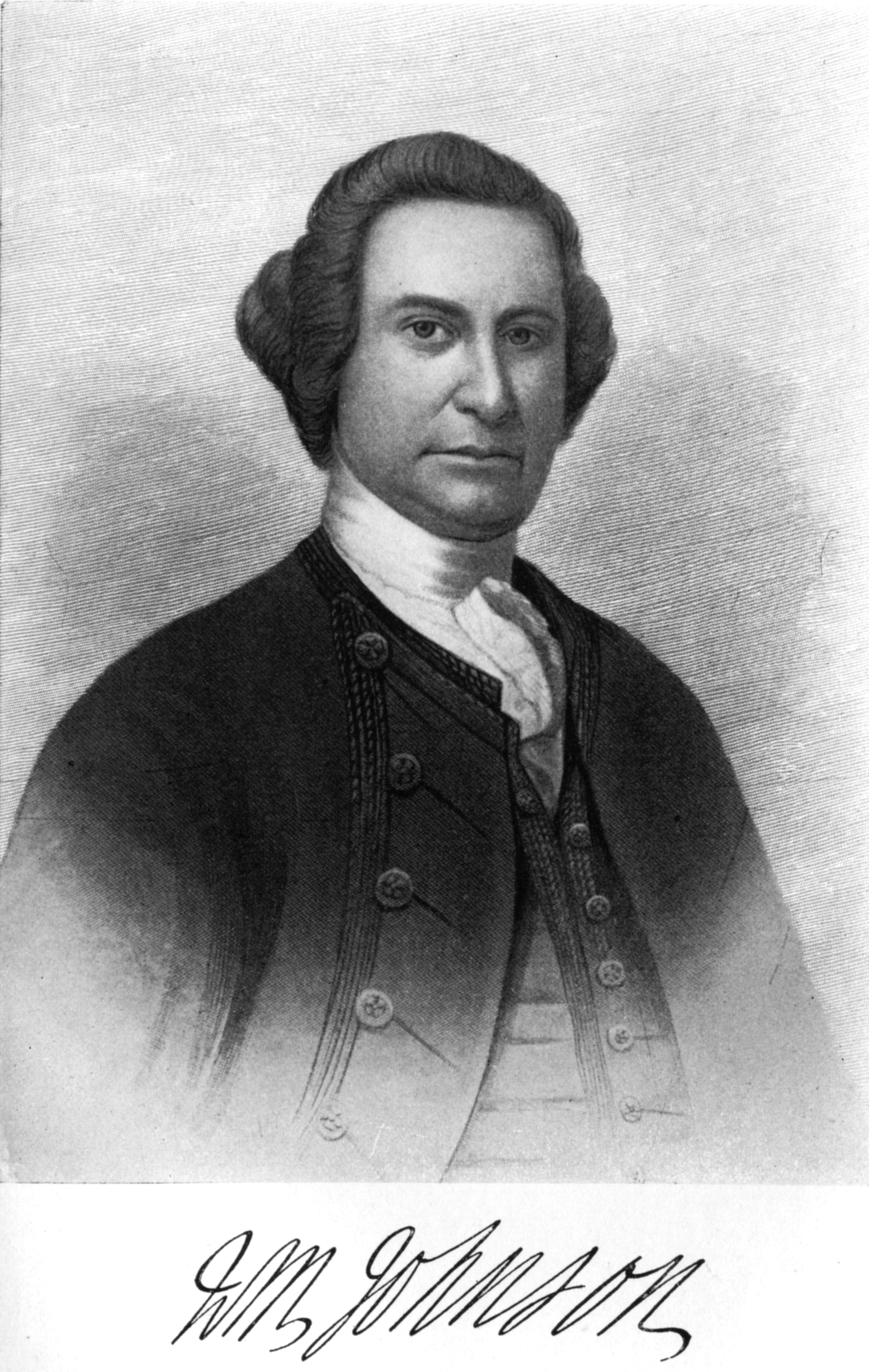
サー･ウィリアム･ジョンソン

レリは、海兵隊、民兵、インディアンの同盟兵の混成軍を連れて、3月27日にブル砦についた。木の陰に隠れて、音をたてないように近づき、砦から100ヤード（約91メートル）の地点まで来た。インディアンたちが命令に背いて、雄たけびをあげたため、レリは、兵に銃剣を構えるよう命令した。野戦砲がなかったので、相手の不意を突くしかなかった。ブル砦の兵たちは、フランス軍が到着する直前に、どうにか砦の門を締めたものの、フランス軍は砦の銃眼から、駐屯兵の気を散らせるために発砲し、イギリス兵たちは岩石や手榴弾を投げてこれに応戦した。フランス軍が、何度か降伏を呼び掛けたものの、イギリス軍は応じなかった。その後、門が斧によって壊され、フランス軍が砦になだれ込み、これで多くのイギリス兵が殺され、頭皮を剥がれた。フランス軍は、4万5千ポンド（約20トン412キロ）の火薬が入った火薬庫に火をつけ、退却した。最後のこの放火で、木造の砦は燃え上がった。。救援軍の指揮官としてサー・ウィリアム・ジョンソンが到着したが、遅きに失した。ジョンソンの報告には「イギリス兵全員がむごたらしく切り裂かれ、頭の皮を剥がれていた」とある。
1756年の5月から8月にかけて、4つの建物を備えた、星形要塞が建築され、ウッドクリーク砦と名付けられた。しかしこの砦も、8月に、新たなフランス軍の攻撃により破壊されることになる。